# Хайнрих V фон Геролдсек
Хайнрих V фон Геролдсек (на немски: Heinrich V von Geroldseck; * пр. 1375; † 1426) от фамилията на господарите на Дирзберг-Геролдсек, е господар на Дирзберг и Лар в Шварцвалд и граф на Геролдсек в Ортенау.

## Произход
Той е син на Хайнрих IV фон Геролдсек-Лар († сл. 1394), господар на Лар, и съпругата му Аделхайд фон Лихтенберг († сл. 1397), дъщеря на Хайнрих III фон Лихтенберг († 1379) и Елза фон Геролдсек († сл. 1346). Внук е на граф Валтер IV фон Геролдсек († 1355) и Сузана фон Раполтщайн († сл. 1351). Брат е на Валтер IX фон Дирзберг-Геролдсек († 9 юли 1386, Земпах).

## Фамилия
Хайнрих V фон Геролдсек се жени за графиня Урсула фон Еберщайн († сл. 1428), дъщеря на граф Вилхелм II фон Еберщайн († 1385) и Маргарета фон Ербах-Ербах († 1395). Те имат две дъщери:
- Аделхайд ф|он Геролдсек († сл. 1440), наследничка на Лар-Малберг, омъжена между 1 декември 1419 и 11 май 1420 г. за граф Йохан I фон Мьорс-Сарверден († 2 юли 1431)
- Урсула фон Геролдсек († пр. 11 февруари 1474), омъжена I. за Рудолф фон Рамщайн-Цвинген-Гилгенберг († 4 октомври 1459), II. (1421) за Хайнрих ам Швенден

Вдовицата му Урсула фон Еберщайн се омъжва втори път 1427 г. за Диболд I фон Хоенгеролдсек († 1461).